# Epuraea guttata
Epuraea guttata – gatunek chrząszcza z rodziny łyszczynkowatych i podrodziny Nitidulinae. Zamieszkuje palearktyczną Eurazję od Półwyspu Iberyjskiego po Iran. Bytuje w fermentującym soku wyciekającym z uszkodzonych drzew liściastych i pod ich korą.

## Taksonomia
Gatunek ten opisany został po raz pierwszy w 1792 roku przez Johana Christiana Fabriciusa pod nazwą Nitidula decemguttata. Obowiązujący epitet gatunkowy został natomiast nadany w 1811 roku przez Guillaume’a-Antoine’a Oliviera w kombinacji Nitidula guttata.

## Morfologia
Chrząszcz o owalnym w zarysie ciele długości od 3 do 4,4 mm. Wierzch ciała ubarwiony jest rdzawobrunatnie z wyraźnymi żółtawymi plamami, z których jedna leży na przedpleczu przed tarczką. Oskórek wierchu ciała u samic jest skórzasty, u samców zaś gładki. Czułki u samców mają człon dziewiąty węższy od dziesiątego, zaś u samic tak szeroki jak dziesiąty lub nieco od niego szerszy. Przedplecze jest mniej więcej dwukrotnie szersze niż długie, na przedniej krawędzi głęboko wycięte, po bokach z szerokim, rynienkowatym obrzeżeniem. Pokrywy również mają szerokie, rynienkowate obrzeżenie krawędzi bocznych, a ich wierzchołki są łagodnie zaokrąglone. Zapiersie jest znacznie dłuższe od pierwszego z widocznych sternitów odwłoka. Odnóża mają stopy o pazurkach pozbawionych ząbków u podstawy. U samca pary odnóży przednia i środkowa mają wyraźnie rozszerzone ku wierzchołkom golenie z tępymi ząbkami przedwierzchołkowymi oraz silnie rozszerzone stopy. U obu płci odnóża tylnej pary cechują się stosunkowo wąsko rozstawionymi biodrami i wyraźnie załamanymi kątowo wewnętrznymi krawędziami goleni, silniej u samca niż u samicy. Odwłok samicy ma ostatni segment pozbawiony wcięcia na wierzchołku oraz wydłużoną szczytową część pokładełka. Samiec ma genitalia z prąciem na szczycie ściętym.

## Ekologia i występowanie
Owad saproksyliczny. Bytuje w fermentującym soku wyciekającym z uszkodzonych drzew liściastych, w tym brzóz, buków, dębów i wierzb, oraz pod odstającą, zawilgoconą korą tych drzew. Postacie dorosłe niekiedy przylatują do sztucznych źródeł światła.
Gatunek palearktyczny. W Europie znany jest z Portugalii, Hiszpanii, Andory, Irlandii, Wielkiej Brytanii, Francji, Belgii, Luksemburga, Holandii, Niemiec, Szwajcarii, Liechtensteinu, Austrii, Włoch, Danii, Szwecji, Norwegii, Finlandii, Estonii, Litwy, Polski, Czech, Słowacji, Węgier, Białorusi, Ukrainy, Mołdawii, Rumunii, Bułgarii, Słowenii, Chorwacji, Bośni i Hercegowiny, Czarnogóry, Serbii, Albanii, Macedonii Północnej, Grecji oraz europejskich części Rosji i Turcji. Dalej na wschód sięga przez Turcję i Zakaukazie po Iran. W Polsce jest owadem stosunkowo rzadkim, znanym z nielicznych stanowisk.